# Estadio Luis Ángel "Pipilo" Umaña
El Estadio Luis Ángel "Pipilo" Umaña es un recinto deportivo propiedad de la Municipalidad de Moravia, situado en San Vicente en el cantón de Moravia, San José, Costa Rica. Se inauguró el 20 de septiembre de 1983 y su aforo actualmente es de 9 000 espectadores. Es sede de Santa Ana FC equipo que actualmente juega en primera división de Costa Rica. Fue reabierto con su remodelación el 9 de febrero de 2020.
Sirvió como sede del Uruguay de Coronado durante sus juegos de Primera División en las décadas de los 80s y 90s, previo a la inauguración del Estadio El Labrador en 1992. Entre 1983 y 1989, fue la sede de la Unión Deportiva Moravia.
Actualmente, es utilizado en juegos oficiales de la Asociación Deportiva Moravia, equipo de la Primera División Femenina, juegos de LINAFA y en eventos especiales de distintas disciplinas deportivas; entre lo más destacado, campeonatos de ajedrez, un espectáculo de autocross en 2007 y un torneo de la Liga nacional de fútbol americano en 2014.

## Historia
El 27 de mayo de 1968 la Municipalidad Moravia compró al Instituto Nacional Vivienda y Urbanismo (INVU) la finca donde se encuentra el inmueble, la cual medía originalmente 11.524 metros cuadrados, para la construcción del primer estadio municipal para el cantón.
El terreno se encuentra 300 m al norte de dicha Municipalidad, dentro del casco central de San Vicente; cuenta con una fuerte pendiente natural de norte a sur, así que ameritó importantes trabajos de excavación y posterior nivelación. Durante casi 14 años se dieron notables retrasos en las obras debido a factores presupuestarios en la construcción de muros y graderías.
Una vez concluidos los trabajos a finales de 1982, se bautizó el estadio como Luis Ángel “Pipilo” Umaña Solano (1924 - 2000†), en homenaje a un distinguido futbolista de la comunidad, quien también se destacó como un benefactor del deporte moraviano.
Sin embargo, la inauguración oficial se dio hasta el 20 de septiembre de 1983 para los juegos de local del Uruguay de Coronado en la Segunda División.
Este inmueble también es recordado por efectuarse en su cancha la primera final de la Segunda División en 1987. Dicha final fue disputada entre el Municipal Turrialba y el Uruguay de Coronado como equipo sede; este último club ascendió a la Primera División para ese torneo y siguió utilizando el estadio en la máxima categoría.
Recientemente, el “Pipilo” Umaña se arrienda para eventos de todo tipo; sin embargo, el Comité Cantonal de Deportes y Recreación de Moravia se encuentra en proceso de implementar un ambicioso proyecto de remodelación.
Para el año 2017, el estadio fue elegido como la sede del Fútbol Consultants Moravia, equipo debutante en la Segunda División. Sin embargo, el convenio deportivo sólo duró una temporada, ya que el club trasladó su sede a Desamparados para el 2018.

## Características
Es un inmueble deportivo de cancha natural, con medidas de 90 x 45 m (las mínimas reglamentarias según la FIFA).
Tiene una capacidad para poco más de 2.000 espectadores sentados en tres graderías (norte, oeste y este), de las cuales, sólo la del este está techada, siendo por lo tanto la principal y más extensa. En el sector sur se ubican los camerinos de los jugadores.
Posee iluminación artificial para los encuentros nocturnos, gracias a 6 torres instaladas en el perímetro de la cancha.